# یواس‌اس وودسان (دی‌یی-۳۵۹)
یواس‌اس وودسان (دی‌یی-۳۵۹) (به انگلیسی: USS Woodson (DE-359)) یک کشتی بود که طول آن ۳۰۶ فوت (۹۳ متر) بود. این کشتی در سال ۱۹۴۴ ساخته شد.